# Ngô Anh Dũng (chính khách)
Ngô Anh Dũng (sinh năm 1949 tại Nam Định) là đại biểu Quốc hội Việt Nam các khóa X đến khóa XII.

## Các chức vụ
- Quốc hội khóa X (1997-2002): Đại biểu Quốc hội Tỉnh Bình Dương [1], Phó Chủ nhiệm Ủy ban Đối ngoại của Quốc hội.
- Quốc hội khóa XI (2002-2007): Đại biểu Quốc hội Tỉnh Quảng Ninh[2], Phó Chủ nhiệm Ủy ban Đối ngoại của Quốc hội.
- Quốc hội khóa XII (2007-2012): Đại biểu Quốc hội thành phố Hà Nội [3], Phó Chủ nhiệm Ủy ban Đối ngoại của Quốc hội, Ủy viên Ban Chấp hành Liên minh Nghị viện Thế giới (Inter-Parliamentary Union) nhiệm kỳ 2007-2011; Chủ tịch Nhóm Nghị sĩ hữu nghị Việt Nam - Liên minh châu Âu và Nghị viện châu Âu.
- Đại sứ đặc mệnh toàn quyền nước CHXHCN Việt Nam tại Vương quốc Campuchia (2009-2014).